# يوجي هيرماتسو
يوجي هيرماتسو (باليابانية: 平松祐司) هو منافس ألعاب قوى ياباني، ولد في 11 يناير 1997 في كيوتو في اليابان.

## وصلات خارجية
- يوجي هيرماتسو على موقع الاتحاد الدولي لألعاب القوى (الإنجليزية)
- يوجي هيرماتسو على موقع الرابطة اليابانية لاتحادات ألعاب القوى (اليابانية)
- يوجي هيرماتسو على موقع أوليمبيديا (الإنجليزية)